# 栃木県の廃止市町村一覧
栃木県の廃止市町村一覧（とちぎけんのはいししちょうそんいちらん）は、栃木県における市制・町村制施行（1889年4月1日）後に、市町村合併や他の自治体に統合されることなどにより廃止した市町村の一覧である。単なる名称の変更は対象としない。
- 町村が「町制」・「市制」を施行し町・市となるケース
  - 「市町村」以外の表記名を変更しなかった自治体は一覧に含まれない。（例：黒磯町 → 黒磯市）
  - 町制・市制を施行した際に名称を変更した場合も一覧に含まれない。（例：那珂村 → 小川町）
- 市町村が名称変更した場合は一覧に含まれない。
- 所属郡が変更になった場合は一覧に含まれない。
- 市町村合併で廃止した市町村のケース
  - 編入合併した場合の、存続市町村は廃止に当たらないので一覧に含まれない。
  - 編入合併した場合の、廃止した市町村は一覧に含まれる。
  - 新設合併した場合の、廃止した市町村は一覧に含まれる。
  - 新設合併した場合の、名称が残った市町村も一覧に含まれる。（例：旧・日光市 → 新・日光市）
- 分割や分立をしたケース
  - 分割で廃止した市町村は一覧に含まれる。
  - 分立で存続した市町村は一覧に含まれない。

| 年           | 市の数 | 町の数 | 村の数 | 市町村数 |
| ------------ | ------ | ------ | ------ | -------- |
| 1888年       |        |        |        | 1257     |
| 1889年4月1日 | 0      | 25     | 146    | 171      |
| 1953年4月1日 | 5      | 37     | 128    | 170      |
| 1961年7月1日 | 11     | 29     | 14     | 54       |
| 2000年1月1日 | 12     | 35     | 2      | 49       |
| 2014年4月5日 | 14     | 11     | 0      | 25       |

## 1899年以前
- 足利郡坂西村 （1893年3月1日）足利郡三重村・山前村に分割のため
- 上都賀郡板来村 （1893年5月1日）上都賀郡板荷村・小来川村に分割のため

## 1900年～1909年
- 下都賀郡谷中村 （1906年7月1日）下都賀郡藤岡町に編入のため

## 1910年～1939年
この30年間に県内に廃止市町村なし

## 1940年～1949年
- 安蘇郡佐野町 （1943年4月1日）佐野市新設のため
- 安蘇郡植野村 （1943年4月1日）佐野市新設のため
- 安蘇郡界村 （1943年4月1日）佐野市新設のため
- 安蘇郡犬伏町 （1943年4月1日）佐野市新設のため
- 安蘇郡堀米町 （1943年4月1日）佐野市新設のため
- 安蘇郡旗川村 （1943年4月1日）佐野市新設のため

## 1950年～1959年
- 足利郡毛野村 （1951年3月30日）足利市に編入のため
- 足利郡山辺町 （1953年4月1日）足利市に編入のため
- 上都賀郡小来川村 （1954年2月11日）日光町（即日市制、日光市）に編入のため
- 上都賀郡落合村 （1954年3月31日）今市町（即日市制、今市市）に編入のため
- 河内郡豊岡村 （1954年3月31日）今市町（即日市制、今市市）に編入のため
- 芳賀郡（旧）真岡町 （1954年3月31日）芳賀郡真岡町新設のため
- 芳賀郡山前村 （1954年3月31日）芳賀郡真岡町新設のため
- 芳賀郡大内村 （1954年3月31日）芳賀郡真岡町新設のため
- 芳賀郡中村 （1954年3月31日）芳賀郡真岡町新設のため
- 芳賀郡祖母井町 （1954年3月31日）芳賀郡芳賀町新設のため
- 芳賀郡南高根沢村 （1954年3月31日）芳賀郡芳賀町新設のため
- 芳賀郡水橋村 （1954年3月31日）芳賀郡芳賀町新設のため
- 下都賀郡小山町 （1954年3月31日）小山市新設のため
- 下都賀郡大谷村 （1954年3月31日）小山市新設のため
- 塩谷郡熟田村 （1954年3月31日）塩谷郡氏家町・北高根沢村に分割編入のため
- 那須郡（旧）烏山町 （1954年3月31日）那須郡烏山町新設のため
- 那須郡向田村 （1954年3月31日）那須郡烏山町新設のため
- 那須郡境村 （1954年3月31日）那須郡烏山町新設のため
- 那須郡七合村 （1954年3月31日）那須郡烏山町新設のため
- 安蘇郡（旧）田沼町 （1954年3月31日）安蘇郡田沼町新設のため
- 安蘇郡三好村 （1954年3月31日）安蘇郡田沼町新設のため
- 安蘇郡野上村 （1954年3月31日）安蘇郡田沼町新設のため
- 芳賀郡久下田町 （1954年5月3日）芳賀郡二宮町新設のため
- 芳賀郡長沼村 （1954年5月3日）芳賀郡二宮町新設のため
- 芳賀郡物部村 （1954年5月3日）芳賀郡二宮町新設のため
- 芳賀郡市羽村 （1954年5月3日）芳賀郡市貝村新設のため
- 芳賀郡小貝村 （1954年5月3日）芳賀郡市貝村新設のため
- 芳賀郡（旧）益子町 （1954年6月1日）芳賀郡益子町新設のため
- 芳賀郡七井村 （1954年6月1日）芳賀郡益子町新設のため
- 芳賀郡田野村 （1954年6月1日）芳賀郡益子町新設のため
- 那須郡荒川村 （1954年6月1日）那須郡南那須村新設のため
- 那須郡下江川村 （1954年6月1日）那須郡南那須村新設のため
- 那須郡（旧）馬頭町 （1954年7月1日）那須郡馬頭町新設のため
- 那須郡武茂村 （1954年7月1日）那須郡馬頭町新設のため
- 那須郡大内村 （1954年7月1日）那須郡馬頭町新設のため
- 那須郡大山田村 （1954年7月1日）那須郡馬頭町新設のため
- 河内郡平石村 （1954年8月1日）宇都宮市に編入のため
- 芳賀郡（旧）茂木町 （1954年8月1日）芳賀郡茂木町新設のため
- 芳賀郡逆川村 （1954年8月1日）芳賀郡茂木町新設のため
- 芳賀郡中川村 （1954年8月1日）芳賀郡茂木町新設のため
- 芳賀郡須藤村 （1954年8月1日）芳賀郡茂木町新設のため
- 足利郡三重村 （1954年8月1日）足利市に編入のため
- 足利郡山前村 （1954年8月1日）足利市に編入のため
- 芳賀郡清原村 （1954年8月10日）宇都宮市に編入のため
- 河内郡横川村 （1954年9月25日）宇都宮市に編入のため
- 下都賀郡大宮村 （1954年9月30日）栃木市に編入のため
- 下都賀郡皆川村 （1954年9月30日）栃木市に編入のため
- 下都賀郡吹上村 （1954年9月30日）栃木市に編入のため
- 下都賀郡寺尾村 （1954年9月30日）栃木市に編入のため
- 河内郡瑞穂野村 （1954年10月1日）宇都宮市に編入のため
- 旧・鹿沼市 （1954年10月1日）鹿沼市新設のため
- 上都賀郡菊沢村 （1954年10月1日）鹿沼市新設のため
- 上都賀郡東大芦村 （1954年10月1日）鹿沼市新設のため
- 上都賀郡北押原村 （1954年10月1日）鹿沼市新設のため
- 上都賀郡板荷村 （1954年10月1日）鹿沼市新設のため
- 上都賀郡西大芦村 （1954年10月1日）鹿沼市新設のため
- 上都賀郡加蘇村 （1954年10月1日）鹿沼市新設のため
- 上都賀郡北犬飼村 （1954年10月1日）鹿沼市新設のため
- 河内郡豊郷村 （1954年11月1日）宇都宮市に編入のため
- 河内郡国本村 （1954年11月1日）宇都宮市に編入のため
- 河内郡城山村 （1954年11月1日）宇都宮市に編入のため
- 河内郡富屋村 （1954年11月1日）宇都宮市に編入のため
- 河内郡篠井村 （1954年11月1日）宇都宮市・今市市に分割編入のため
- 河内郡大沢村 （1954年11月1日）今市市に編入のため
- 足利郡北郷村 （1954年11月1日）足利市に編入のため
- 足利郡名草村 （1954年11月1日）足利市に編入のため
- 下都賀郡（旧）壬生町 （1954年11月3日）下都賀郡壬生町新設のため
- 下都賀郡稲葉村 （1954年11月3日）下都賀郡壬生町新設のため
- 下都賀郡（旧）石橋町 （1954年11月3日）下都賀郡石橋町新設のため
- 下都賀郡姿村 （1954年11月3日）下都賀郡石橋町新設のため
- 那須郡伊王野村 （1954年11月3日）那須郡那須町新設のため
- 那須郡芦野町 （1954年11月3日）那須郡那須町新設のため
- 那須郡那須村 （1954年11月3日）那須郡那須町新設のため
- 那須郡大田原町 （1954年12月1日）大田原市新設のため
- 那須郡親園村 （1954年12月1日）大田原市新設のため
- 那須郡金田村 （1954年12月1日）大田原市新設のため
- 那須郡野崎村 （1954年12月31日）大田原市・塩谷郡矢板町に分割編入のため
- 塩谷郡（旧）矢板町 （1955年1月1日）塩谷郡矢板町新設のため
- 塩谷郡泉村 （1955年1月1日）塩谷郡矢板町新設のため
- 塩谷郡片岡村 （1955年1月1日）塩谷郡矢板町新設のため
- 那須郡（旧）黒磯町 （1955年1月1日）那須郡黒磯町新設のため
- 那須郡鍋掛村 （1955年1月1日）那須郡黒磯町新設のため
- 那須郡東那須野村 （1955年1月1日）那須郡黒磯町新設のため
- 那須郡高林村 （1955年1月1日）那須郡黒磯町新設のため
- 足利郡吾妻村 （1955年1月1日）佐野市に編入のため
- 上都賀郡（旧）粟野町 （1955年1月8日）上都賀郡粟野町新設のため
- 上都賀郡粕尾村 （1955年1月8日）上都賀郡粟野町新設のため
- 上都賀郡永野村 （1955年1月8日）上都賀郡粟野町新設のため
- 上都賀郡清洲村 （1955年1月8日）上都賀郡粟野町新設のため
- 安蘇郡（旧）葛生町 （1955年1月8日）安蘇郡葛生町新設のため
- 安蘇郡常盤村 （1955年1月8日）安蘇郡葛生町新設のため
- 安蘇郡氷室村 （1955年1月8日）安蘇郡葛生町新設のため
- 下都賀郡穂積村 （1955年2月11日）下都賀郡美田村新設のため
- 下都賀郡豊田村 （1955年2月11日）下都賀郡美田村新設のため
- 下都賀郡中村 （1955年2月11日）下都賀郡美田村新設のため
- 那須郡（旧）黒羽町 （1955年2月11日）那須郡黒羽町新設のため
- 那須郡川西町 （1955年2月11日）那須郡黒羽町新設のため
- 那須郡須賀川村 （1955年2月11日）那須郡黒羽町新設のため
- 那須郡両郷村 （1955年2月11日）那須郡黒羽町新設のため
- 那須郡（旧）西那須野町 （1955年2月11日）西那須野町新設のため
- 那須郡狩野村 （1955年2月11日）西那須野町新設のため
- 下都賀郡（旧）藤岡町 （1955年3月31日）藤岡町新設のため
- 下都賀郡部屋村 （1955年3月31日）藤岡町新設のため
- 下都賀郡赤麻村 （1955年3月31日）藤岡町新設のため
- 下都賀郡三鴨村 （1955年3月31日）藤岡町新設のため
- 安蘇郡赤見町 （1955年3月31日）佐野市に編入のため
- 足利郡小俣町 （1955年3月31日）足利郡坂西町新設のため
- 足利郡葉鹿町 （1955年3月31日）足利郡坂西町新設のため
- 足利郡三和村 （1955年3月31日）足利郡坂西町新設のため
- 足利郡（旧）御厨町 （1955年3月31日）足利郡御厨町新設のため
- 足利郡梁田村 （1955年3月31日）足利郡御厨町新設のため
- 足利郡久野村 （1955年3月31日）足利郡御厨町新設のため
- 足利郡筑波村 （1955年3月31日）足利郡御厨町新設のため
- 河内郡姿川村 （1955年4月1日）宇都宮市に編入のため
- 河内郡雀宮町 （1955年4月1日）宇都宮市に編入のため
- 河内郡羽黒村 （1955年4月1日）河内郡上河内村新設のため
- 河内郡絹島村 （1955年4月1日）河内郡上河内村新設のため
- 河内郡古里村 （1955年4月1日）河内郡河内村新設のため
- 河内郡田原村 （1955年4月1日）河内郡河内村新設のため
- 下都賀郡家中村 （1955年4月1日）下都賀郡都賀村新設のため
- 下都賀郡赤津村 （1955年4月1日）下都賀郡都賀村新設のため
- 塩谷郡（旧）喜連川町 （1955年4月1日）塩谷郡喜連川町新設のため
- 那須郡上江川村 （1955年4月1日）塩谷郡喜連川町新設のため
- 下都賀郡（旧）間々田町 （1955年4月25日）下都賀郡間々田町新設のため
- 下都賀郡生井村 （1955年4月25日）下都賀郡間々田町新設のため
- 上都賀郡（旧）西方村 （1955年4月27日）上都賀郡西方村新設のため
- 上都賀郡真名子村 （1955年4月27日）上都賀郡西方村新設のため
- 河内郡（旧）上三川町　（1955年4月29日）河内郡上三川町新設のため
- 河内郡本郷村　（1955年4月29日）河内郡上三川町新設のため
- 河内郡明治村 （1955年4月29日）河内郡上三川町新設のため
- 河内郡吉田村 （1955年4月29日）河内郡南河内村新設のため
- 河内郡薬師寺村 （1955年4月29日）河内郡南河内村新設のため
- 塩谷郡三依村 （1955年5月5日）塩谷郡藤原町に編入のため
- 上都賀郡南摩村 （1955年7月28日）鹿沼市に編入のため
- 下都賀郡南犬飼村 （1955年7月28日）下都賀郡壬生町に編入のため
- 上都賀郡南押原村 （1955年10月1日）鹿沼市に編入のため
- 那須郡佐久山町 （1955年11月5日）大田原市に編入のため
- 塩谷郡（旧）塩原町 （1956年9月1日）塩谷郡塩原町新設のため
- 塩谷郡箒根村 （1956年9月1日）塩谷郡塩原町新設のため
- 下都賀郡桑村 （1956年9月30日）下都賀郡桑絹村新設のため
- 下都賀郡絹村 （1956年9月30日）下都賀郡桑絹村新設のため
- 下都賀郡寒川村 （1956年9月30日）間々田町に編入のため
- 下都賀郡瑞穂村 （1956年9月30日）下都賀郡大平村新設のため
- 下都賀郡水代村 （1956年9月30日）下都賀郡大平村新設のため
- 下都賀郡富山村 （1956年9月30日）下都賀郡大平村新設のため
- 下都賀郡（旧）岩舟村 （1956年9月30日）下都賀郡岩舟村新設のため
- 下都賀郡小野寺村 （1956年9月30日）下都賀郡岩舟村新設のため
- 下都賀郡静和村 （1956年9月30日）下都賀郡岩舟村新設のため
- 安蘇郡新合村 （1956年9月30日）安蘇郡田沼町に編入のため
- 安蘇郡飛駒村 （1956年9月30日）安蘇郡田沼町に編入のため
- 下都賀郡国府村 （1957年3月31日）栃木市に編入のため
- 塩谷郡玉生村 （1957年3月31日）塩谷郡塩谷村新設のため
- 塩谷郡船生村 （1957年3月31日）塩谷郡塩谷村新設のため
- 塩谷郡大宮村 （1957年3月31日）塩谷郡塩谷村新設のため
- 塩谷郡阿久津町 （1958年4月1日）塩谷郡高根沢町新設のため
- 塩谷郡北高根沢村 （1958年4月1日）塩谷郡高根沢町新設のため
- 足利郡菱村 （1959年1月1日）群馬県桐生市に編入のため
- 足利郡富田村 （1959年4月1日）足利市に編入のため

## 1960年～1969年
- 足利郡御厨町 （1962年10月1日）足利市に編入のため
- 足利郡坂西町 （1962年10月1日）足利市に編入のため
- 下都賀郡間々田町 （1963年4月18日）小山市に編入のため
- 下都賀郡美田村 （1963年4月18日）小山市に編入のため
- 下都賀郡桑絹町 （1965年9月30日）小山市に編入のため

## 1970年～1999年
この30年間に県内に廃止市町村なし

## 2000年～2009年
- 黒磯市 （2005年1月1日）那須塩原市新設のため
- 那須郡西那須野町 （2005年1月1日）那須塩原市新設のため
- 那須郡塩原町 （2005年1月1日）那須塩原市新設のため
- 旧・佐野市 （2005年2月28日）佐野市新設のため
- 安蘇郡田沼町 （2005年2月28日）佐野市新設のため
- 安蘇郡葛生町 （2005年2月28日）佐野市新設のため
- 塩谷郡氏家町 （2005年3月28日）さくら市新設のため
- 塩谷郡喜連川町 （2005年3月28日）さくら市新設のため
- 那須郡湯津上村 （2005年10月1日）大田原市に編入のため
- 那須郡黒羽町 （2005年10月1日）大田原市に編入のため
- 那須郡南那須町 （2005年10月1日）那須烏山市新設のため
- 那須郡烏山町 （2005年10月1日）那須烏山市新設のため
- 那須郡馬頭町 （2005年10月1日）那須郡那珂川町新設のため
- 那須郡小川町 （2005年10月1日）那須郡那珂川町新設のため
- 上都賀郡粟野町 （2006年1月1日）鹿沼市に編入のため
- 河内郡南河内町 （2006年1月10日）下野市新設のため
- 下都賀郡石橋町 （2006年1月10日）下野市新設のため
- 下都賀郡国分寺町 （2006年1月10日）下野市新設のため
- 旧・日光市 （2006年3月20日）日光市新設のため
- 今市市 （2006年3月20日）日光市新設のため
- 上都賀郡足尾町 （2006年3月20日）日光市新設のため
- 塩谷郡栗山村 （2006年3月20日）日光市新設のため
- 塩谷郡藤原町 （2006年3月20日）日光市新設のため
- 河内郡上河内町 （2007年3月31日）宇都宮市に編入のため
- 河内郡河内町 （2007年3月31日）宇都宮市に編入のため
- 芳賀郡二宮町 （2009年3月23日）真岡市に編入のため

## 2010年～
- 旧・栃木市 （2010年3月29日）栃木市新設のため
- 下都賀郡大平町 （2010年3月29日）栃木市新設のため
- 下都賀郡藤岡町 （2010年3月29日）栃木市新設のため
- 下都賀郡都賀町 （2010年3月29日）栃木市新設のため
- 上都賀郡西方町 （2011年10月1日）栃木市に編入のため
- 下都賀郡岩舟町 （2014年4月5日）栃木市に編入のため